# 125e Rue
La 125e rue (125th Street en anglais), également appelée Martin Luther King, Jr. Boulevard, est une rue de New York.

## Situation et accès
Cette voie de l'arrondissement de Manhattan, est une rue dite « crosstown », ce qui signifie que, contrairement à la majorité des rues est-ouest de Manhattan, sa circulation n'est non pas à sens unique mais à double sens. Elle constitue la principale rue du quartier de Harlem. 

## Origine du nom
La 125e Rue, tire son nom tout simplement de sa position dans le plan en damier de Manhattan établi en 1811. 
Le chiffre « 125 » indique sa position dans la grille est-ouest, entre la 124e et la 126e Rue.

## Historique
La rue a été désignée par le Commissioners' Plan de 1811 comme l'une des 15 rues est-ouest d'une largeur de 30 m (tandis que les autres rues étaient désignées comme ayant une largeur de 18 m).

## Bâtiments remarquables et lieux de mémoire

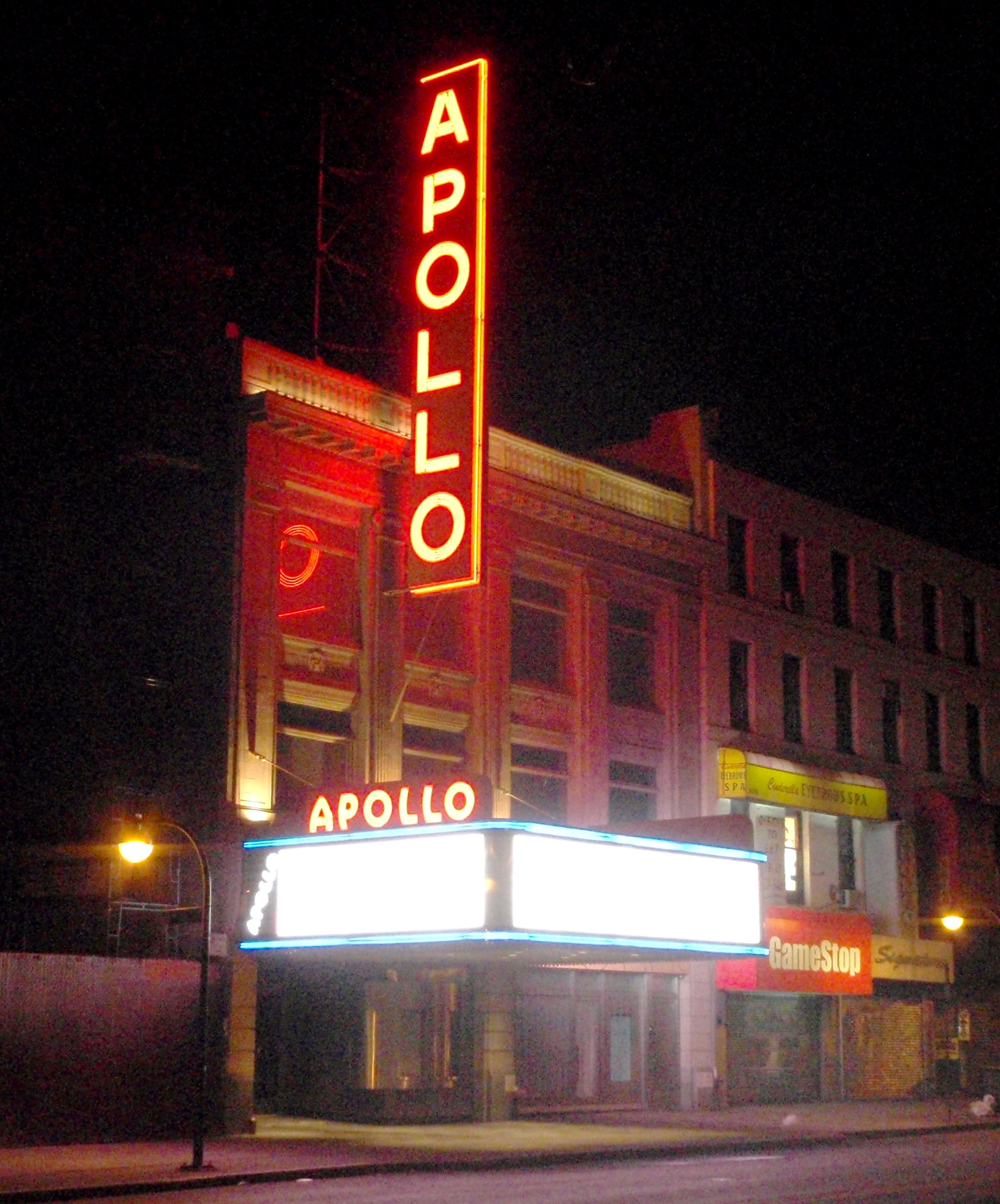
Apollo Theater

Le bureau post-présidentiel de Bill Clinton est situé au 55 West 125th Street. La 125e Rue constitue en outre l'une des rues les plus symboliques de la Renaissance de Harlem puisque ses nombreux commerces la rendent appréciée des touristes.
On y trouve en particulier au 253 West 125th Street le célèbre Apollo Theater.